# Óblast del Turquestán
Turquestán (en ruso: Туркестанская область) fue una óblast (provincia) del Imperio ruso y que formaba parte de la gobernación de Oremburgo. Fue creada en 1865 y perduró hasta 1867, cuando se convirtió en la gobernación del Turquestán.

## Historia
La óblast del Turquestán se formó el 12 de febrero de 1865, año cuando los territorios de Sir Daria y Amu Daria fueron conquistados al Kanato de Kokand. Obedecía al gobernador general Oremburgo. Su primer gobernador militar fue Mikhail Cherniaev. Con una fuerza de 1.800 soldados y 12 armas de fuego asedió Taskent y el 9 de mayo derrotó a las fuerzas de Kokand. Los residentes de Taskent fueron colocados bajo la autoridad del Emirato de Bujará. Decidido a impedir que Bujará tomara control de la ciudad, Cherniaev se apresuró en la madrugada del 15 de junio a tomar Taskent en rápido ataque. La ocupación de Taskent finalmente fortaleció la postura de Rusia en Asia Central.
Por ucase del zar Alejandro II del 11 de julio de 1867 año fue crea la gobernación del Turquestán subdivididad en dos óblasts, la de Sir Daria y Semirechye.